# Famiglia del violino
La famiglia del violino è una famiglia di strumenti ad arco europei, composta dal violino, dalla viola, dal violoncello e dal contrabbasso. Si tratta degli strumenti ad arco moderni di maggior impiego nella musica occidentale. La famiglia si è sviluppata gradualmente alla fine del Rinascimento con il contributo di numerosi liutai, derivando in parte dalla lira da braccio e dalla ribeca, ed è giunta a maturazione nel nord Italia nella prima metà del XVI secolo.
I nomi dei tre strumenti superiori derivano dalla stessa radice, viola. Questa deriva dal termine latino medievale vitula, che stava per strumento a corde, e che deriva dal nome della divinità della gioia nella religione romana antica, vitula. Violino sta per "piccola viola", violoncello sta per "piccolo violone" (che a sua volta è una "grande viola").

## Caratteristiche
I tre strumenti superiori si sono sviluppati insieme, come membri della famiglia delle viole da braccio, e benché differenti in dimensioni (il violoncello anche in proporzioni) hanno caratteristiche costruttive comuni, come il numero di corde (quattro), accordate per quinte, l'assenza di tasti, la forma dei fori di risonanza ad effe, dell'anima e della catena. Il contrabbasso invece condivide diverse caratteristiche con le viole da gamba, come la pendenza delle spalle, l'accordatura per quarte, il fondo a volte piatto, il numero di corde variabile (esistono modelli a tre e a cinque corde). 
L'estensione di ogni strumento è progressiva e si sovrappone parzialmente agli altri, anche se le caratteristiche fisiche rendono il timbro di ciascuno di essi ben distinto e caratteristico. L'accordatura, le estensioni approssimative e le dimensioni degli strumenti sono annotate nella tabella sottostante. Il violino e la viola si suonano in spalla; la viola è più grande di circa il 15-20% ed è accordata una quinta sotto il violino. Il violoncello, accordato un'ottava sotto la viola, si suona da seduti, tenendolo in verticale fra le ginocchia e poggiandolo a terra tramite un puntale. Il contrabbasso si suona in piedi o seduti su un alto sgabello, ed è l'unico strumento della famiglia accordato per quarte.
| Strumento    | Immagine | Accordatura | Lunghezza della cassa, in cm (proporzione con il violino in %) | Lunghezza della corda vibrante, in cm | Lunghezza totale, in cm | Note |
| ------------ | -------- | ----------- | -------------------------------------------------------------- | ------------------------------------- | ----------------------- | --- |
| Violino      |          |             | 35,5 (100%)                                                    | 32,7                                  | 59-60                   | |
| Viola        |          |             | 39-43~ (110~121%)                                              | 37-38                                 | 70-71                   | Le dimensioni dello strumento variano notevolmente; a differenza degli altri membri della famiglia, per la viola non esiste una misura standard. |
| Violoncello  |          |             | 75-76 (213%)                                                   | 68-69                                 | 124                     | |
| Contrabbasso |          |             | 109-122 (309~343%)                                             | 104-117                               | 178-198                 | |

## Impiego
Gli strumenti della famiglia sono suonati tipicamente con l'arco, le corde vengono pizzicate solo per sfruttare il particolare effetto sonoro (detto pizzicato). Rivestono un ruolo fondamentale nella musica colta occidentale e trovano anche posto nel jazz (in particolar modo il contrabbasso, meno il violino e gli altri strumenti), in misura minore nel rock (soprattutto le versioni elettrificate), nel country e nella musica folk (tipicamente amplificati con pick-up).
Una tipologia di ensemble fondamentale nella musica da camera, a partire dal classicismo viennese in poi, è il quartetto d'archi, formato da due violini, viola e violoncello. Grazie alla similitudine nella tipologia di emissione, il quartetto d'archi gode di una notevole omogeneità sonora, che manca ad altre formazioni, come i tipici ensemble di fiati, nei quali sono presenti strumenti che hanno tipologie di emissione (e quindi timbri) notevolmente differenti.

## Strumenti desueti
Tra gli strumenti desueti della famiglia, vi è il violino piccolo, diffuso nel periodo barocco, che misurava circa come un violino da 1⁄2 ed era accordato tra una terza e una quinta sopra il violino standard. Serviva per semplificare l'esecuzione delle parti più acute, in un'epoca nella quale la tecnica dei passaggi di posizione non godeva ancora di innovazioni come la mentoniera o la spalliera. Un altro strumento desueto è l'ottobasso, ideato da Vuillaume in collaborazione con Berlioz. Si trattava di uno strumento più grande del contrabbasso, dal timbro molto più profondo e ricco, che viene accordato fino ad oltre un'ottava sotto il contrabbasso.
| Strumento       | Immagine | Accordatura | Lunghezza della cassa, in cm (proporzione con il violino in %) | Lunghezza della corda vibrante, in cm | Lunghezza totale approssimativa, in cm | Note |
| --------------- | -------- | ----------- | -------------------------------------------------------------- | ------------------------------------- | -------------------------------------- | --- |
| Violino piccolo |          |             | 24-28 (68-79 %)                                                | 24-28                                 | 45-50                                  | In uso tra il XVI e il XVIII secolo.                                                                     |
| Ottobasso       |          |             |                                                                | 215                                   | 348                                    | Ideato a metà Ottocento, è stato impiegato solo sporadicamente e non si è mai affermato nell'uso comune. |

## Strumenti sperimentali
Molte sperimentazioni sono state fatte per innovare gli strumenti della famiglia del violino. La viola, essendo uno strumento tipicamente penalizzato dal punto di vista acustico nella ricerca di un compromesso tra dimensioni acusticamente funzionali e allo stesso tempo tecnicamente comode, è stata oggetto di numerose sperimentazioni volte a cercare nuove forme e misure che offrissero un migliore compromesso, tra le quali le più note sono la viola alta e la viola modello Tertis. Carleen Hutchins, in collaborazione con il compositore Henry Brant e il fisico Frederick Saunders, ha sviluppato un'intera famiglia di strumenti ad arco basata sulla famiglia del violino, nota come nuova famiglia del violino (o in inglese violin octet), il cui obiettivo era quello di ottenere la massima omogeneità sonora su tutta l'estensione, cercando di ridurre le differenze timbriche che invece caratterizzano la famiglia del violino tradizionale.